# Мостівська сільська територіальна громада
Мостівська сільська територіальна громада — територіальна громада в Україні, у Вознесенському районі Миколаївської області. Адміністративний центр — село Мостове.
Площа громади — 334,18 км², населення — 3660 мешканців (2018).
Утворена 22 липня 2016 року шляхом об'єднання Мостівської, Олександрівської та Сухобалківської сільських рад Доманівського району.

## Населені пункти
До складу громади входять 18 сіл:
- Веселе
- Грибоносове
- Горянка
- Дворянка
- Іванівка
- Івано-Федорівка
- Ізбашівка
- Квіткове
- Козубівка
- Лідіївка
- Миколаївка
- Мостове
- Новокантакузівка
- Олександрівка
- Суха Балка
- Червона Поляна
- Чернігівка
- Шевченко